# Alfred Hartmann (Schriftsteller)

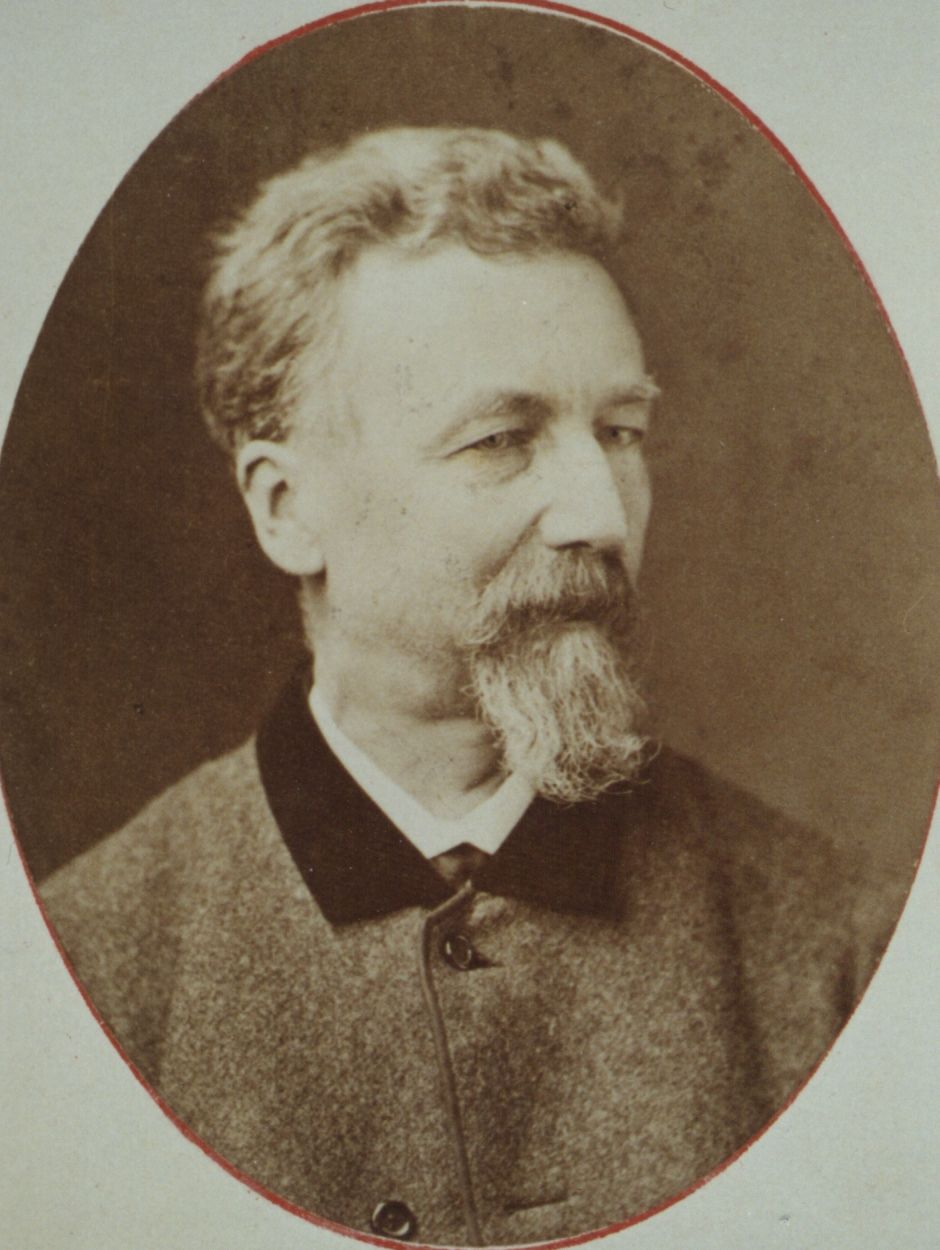
Alfred Hartmann 1857

Karl Alfred Emanuel Hartmann (* 1. Januar 1814 in Thunstetten, Kanton Bern; † 10. Dezember 1897 in Solothurn) war ein Schweizer Schriftsteller.

## Leben
Alfred Hartmann wurde auf Schloss Thunstetten im bernischen Oberaargau geboren, wo sein Vater Sigmund Emanuel Hartmann von 1780 bis 1827 als Gutsherr und Oberamtmann lebte. Sigmund Emanuel Hartmann war von 1795 bis 1798 Landvogt und von 1803 bis 1827 Oberamtmann von Aarwangen. Alfred Hartmanns Mutter Rosina Margaritha war eine geborene von Tscharner, Witwe des Franz Ludwig von Graffenried (1766–1810, Oberamtmann von Konolfingen). Aus dieser ersten Ehe seiner Mutter hatte Alfred Hartmann drei Halbgeschwister, darunter den Architekten und Aquarellisten Adolf von Graffenried. Als Hartmanns Vater gezwungen war, sein Gut zu verkaufen, zog die Familie nach Solothurn, wo Alfred Hartmann 1827 nach zwei Jahren in einem Erziehungsinstitut in Gottstatt bei Biel als erster protestantischer Schüler in das geistliche Kollegium eintrat.
Hartmann studierte ab 1831 in München, Heidelberg und Berlin Rechtswissenschaften. Während eines längeren Aufenthalts in Paris wandte er sich der Literatur zu und verfasste nach heineschem Vorbild ein Werk Münchner Bilder. Es ist  verschollen. In die Heimat zurückgekehrt, nahm er 1835 seinen bleibenden Wohnsitz in Solothurn, wo er unter anderem in Verbindung mit dem Maler Martin Disteli trat.
1837 verheiratete er sich mit der Solothurner Patrizierin Kleopha Gugger. Er verliess die Stadt seither nur noch für gelegentliche Reisen und wandte sich verschiedenen literarischen Zeitschriftenprojekten zu. Sein humoristisch-satirisches Periodikum Der Postheiri erschien von 1847 bis 1875 als selbstständige Zeitschrift und war auch dank der Illustrationen des Zeichners Heinrich Jenny beliebt und bekannt.
In seinen frühen Jahren als Schriftsteller verfasste Hartmann Dorfgeschichten. Diese Gattung bezeichnete er in der Autobiographie als das für ihn «richtige Fahrgeleise». Doch wurde er auch bekannt durch seine historischen Romane wie den helvetischen Roman Meister Putsch und seine Gesellen über die Vorgeschichte der Gründung des schweizerischen Bundesstaates, der den Sonderbundskrieg erstmals literarisch bearbeitete (Solothurn 1858, 2 Bde.). Biografische Arbeiten wie Martin Disteli, 1861; Galerie berühmter Schweizer, 1863–1871, 2 Bde.; Die Denkwürdigkeiten des Kanzlers Hory 1876, folgten. Auf dramatischem Gebiet hat sich Hartmann mit dem Schauspiel Ein Pamphlet vor hundert Jahren (1870) versucht.
Alfred Hartmann pflegte mit Franz Krutter und anderen Solothurnern aus dem Kreis der Töpfergesellschaft Solothurn einen freundschaftlichen Kontakt mit dem österreichisch-amerikanischen Schriftsteller Charles Sealsfield, der 1858 nach Solothurn gezogen war. Nach Sealsfields Tod publizierte Hartmann im Blatt Die Gartenlaube einen Nachruf auf den Kollegen. Kurz darauf löste sich überraschend das Rätsel um die Identität des «Amerikaners», und Hartmann orientierte die literarische Welt in einem zweiten Artikel über das «aufgeklärte Literaturgeheimniss».

## Werke

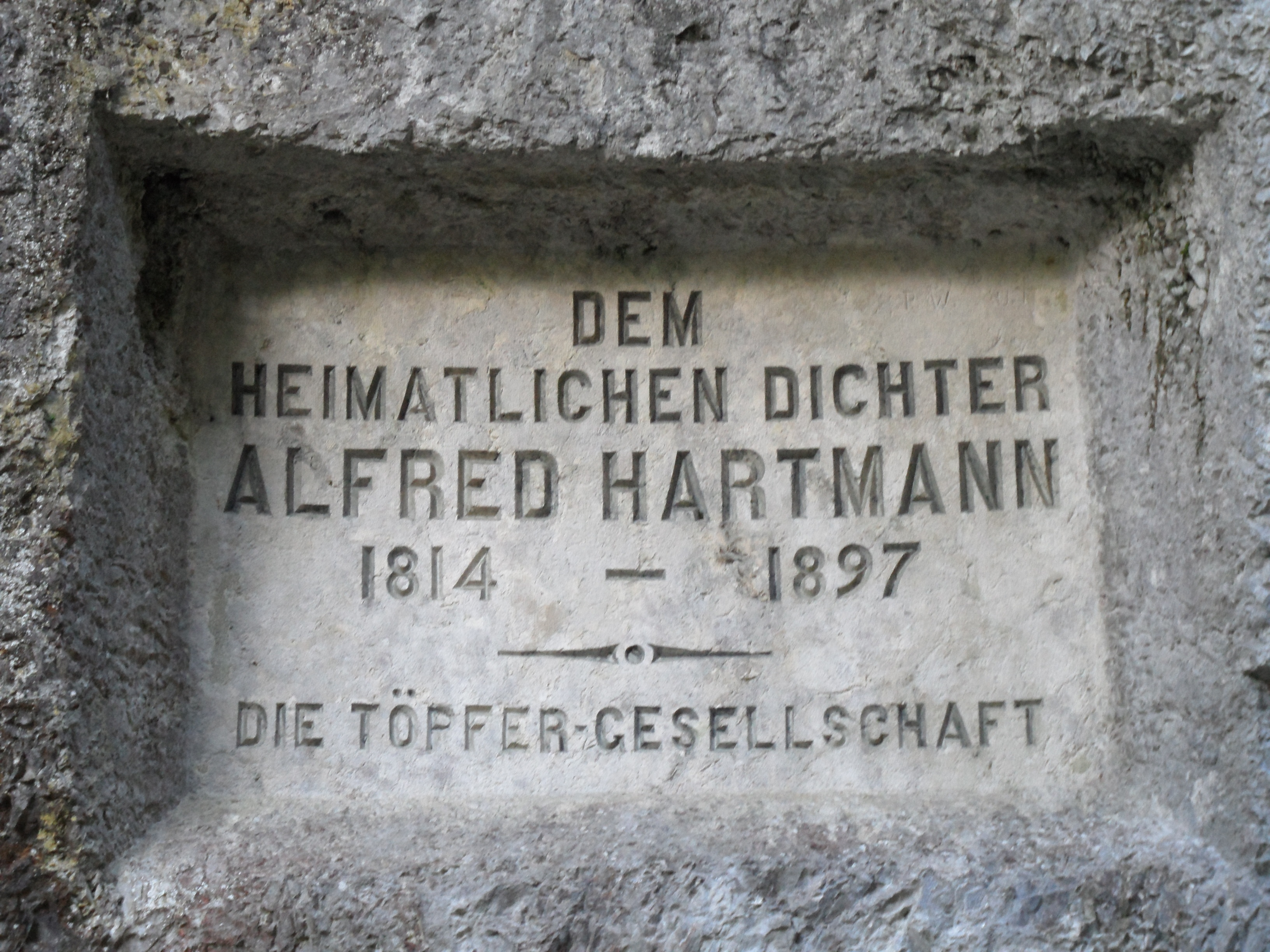
Gedenktafel in der Einsiedelei Sankt Verena

- Kiltabendgeschichten. 2 Bde., Solothurn 1853–1855.
- Erzählungen aus der Schweiz. Solothurn 1863.
- Junker und Bürger. Historischer Roman aus den letzten Tagen der alten Eidgenossenschaft. 2 Bde., Solothurn 1865.
- Schweizernovellen. Berlin 1877.
- Neue Schweizernovellen. Berlin 1879.
- Fortunat. 3 Bde., Berlin 1879.
- Der gerechte Branntweinbrenner. Volksroman. Bern 1881.
- Auf Schweizererde, Novellen. 3 Bde., Bern 1883–1884.
- Rückblicke. «Ich war und blieb ein Heide». Zentralbibliothek Solothurn, Solothurn 2011, ISBN 978-3-9523134-4-2 (Autobiographie).
- Alfred Hartmann, Solothurn (= Solothurner Klassiker). Knapp, Olten 2011, ISBN 978-3-905848-53-3 (Enthält die Erzählung «Dursli, der Auswanderer»).
- Meister Putsch und seine Gesellen, ein helvetischer Roman in sechs Büchern, Neuausgabe von Patricia Zihlmann-Märki und Christian von Zimmermann (Hrsg.), unterstützt von Eveline Wermelinger. Chronos, Zürich 2017. ISBN 978-3-0340-1368-0